# Maria Schicklgruber

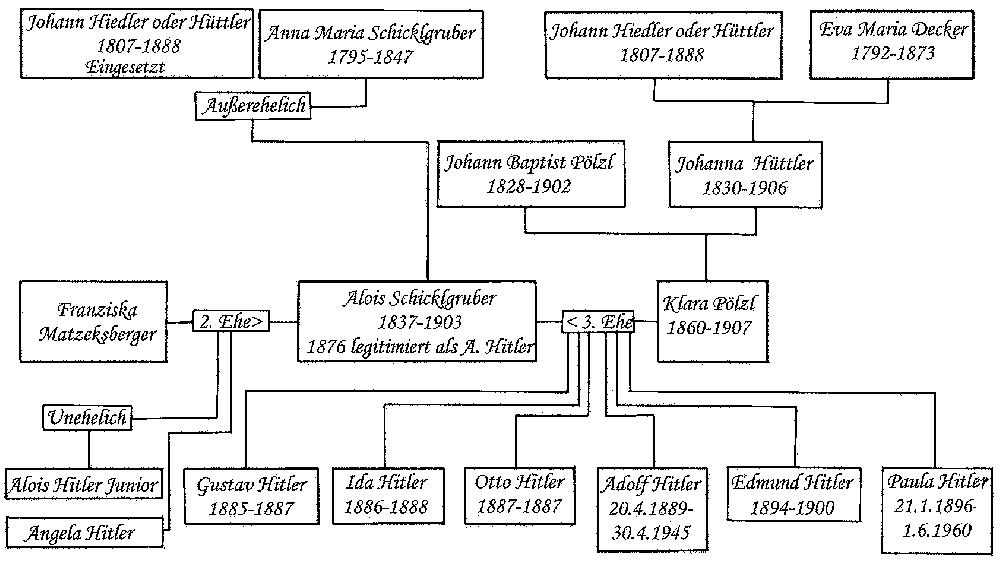
Árbol genealógico de Hitler

Maria Anna Schicklgruber (15 de abril de 1795 - 7 de enero de 1847) fue la abuela paterna de Adolf Hitler.

## Familia
María nació en el pueblo de Strones en la región de Waldviertel del Archiducado de Austria. Hija de Theresia Pfeisinger (7 de septiembre de 1769 - 11 de noviembre de 1821), y el agricultor Johannes Schicklgruber (29 de mayo de 1764 - 12 de noviembre de 1847). María era católica, lo que se sabe de ella se basa en los registros de la iglesia y otros registros públicos.
Maria era una de 11 hijos, sólo seis de los cuales sobrevivieron a la infancia. Sus primeros años fue la de una niña campesina pobre en una zona rural boscosa, en la parte noroeste de la Baja Austria, al noroeste de Viena.
La madre de María murió en 1821 cuando María tenía 26 años. Ella recibió una herencia de 74,25 florines, que ella invirtió en el Fondo de Huérfanos hasta 1838. Para ese entonces ya había más que duplicado a 165 florines. En ese momento, una cerda de cría costaba 4 florines, una vaca 10-12 gulden y toda una posada 500 florines. Werner Maser escribió que era una "ahorrativa, campesina reservada, y excepcionalmente inteligente".
Aparte de aumentar su herencia, lo que indica que no estaba en la miseria durante ese período de su vida, se sabe poco acerca de la vida de María hasta que tuvo más de 40 años.

## El nacimiento deAlois Hitler
En 1837, cuando tenía 42 años, y todavía era soltera, nació su primer y único hijo. Llamó al bebé Alois. Maser señala que ella se negó a revelar quién era el padre del niño, por lo que el sacerdote lo bautizó Alois Schicklgruber y escribió "ilegítimo" en lugar del nombre del padre en el registro bautismal. Los historiadores han discutido tres candidatos para el padre de Alois:
- Johann Georg Hiedler, lo pusieron en el certificado de nacimiento de Alois más tarde, cuando ya había fallecido y fue aceptado oficialmente como el padre de Alois (abuelo paterno de Adolf Hitler).
- Johann Nepomuk Hiedler, hermano de Georg y tío de Alois, que mantuvo económicamente a Alois hasta la adolescencia y más tarde le dejó una parte considerable de sus ahorros, pero que, si era el verdadero padre de Alois, nunca se vio obligado a admitirlo públicamente.
- Un judío llamado Leopold Frankenberger, cuya teoría se rumoreó por el ex-nazi Hans Frank durante los Juicios de Núremberg. Los historiadores descartan la hipótesis de Frankenberger (que tenía sólo una especulación de Frank para apoyarlo) como fundamento.

En el momento de su nacimiento, estaba viviendo con una familia de la aldea Strones con el nombre de Trummelschlager. El Sr. y la Sra. Trummelschlager figuraban como padrinos de Alois. María pronto se instaló con su padre en la casa número 22 en Strones. Después de un periodo indeterminado, los tres Schicklgrubers fueron acompañados por Johann Georg Hiedler, un itinerante jornalero molinero. El 10 de mayo de 1842, cinco años después del nacimiento de Alois, Maria Anna Schicklgruber se casó con Johann Georg Hiedler en el cercano pueblo de Döllersheim. María tenía 47 años, su nuevo marido 50.
Si Johann Georg Hiedler era o no el abuelo paterno biológico de Hitler, probablemente nunca se sabrá con certeza, ya que él no fue colocado como el padre en el acta de nacimiento de Alois. La ilegitimidad era común en la Baja Austria. En algunas zonas alcanzaba hasta un cuarenta por ciento, y en una fecha tan tardía como 1903 la cifra era de veinticuatro por ciento. Los niños eran normalmente legitimados en una fecha posterior.  La ascendencia de Hitler entró en debate cuando sus opositores empezaron a difundir rumores de que su abuelo paterno era judío, ya que uno de los grandes principios del nazismo fue que, para ser considerado un "ario" puro, la persona debía tener un certificado de ascendencia documentado (Ahnenpass).
En 1931 Hitler ordenó a la Schutzstaffel (SS) investigar los supuestos rumores sobre su ascendencia; no encontraron ninguna evidencia de antepasados judíos. Hitler ordenó al genealogista Rudolf Koppensteiner publicar un gran árbol genealógico ilustrado que mostrara su ascendencia. Esto fue publicado en el libro "Die Ahnentafel des Führers" (El árbol genealógico del Líder). En 1937, se concluyó que la familia de Hitler eran austriacos alemanes sin ascendencia judía y que Hitler tenía una imagen impecable "aria". Como Alois mismo legitimó a Johann Georg Hiedler como su padre biológico (con tres testigos apoyando esto), y ya que el sacerdote cambió el espacio en blanco del padre en el certificado de nacimiento en 1876, esto fue considerado prueba certificada de la ascendencia de Hitler, haciendo que él fuera considerado un "ario".

## Muerte y sepultura
María murió durante el sexto año de su matrimonio, a la edad de 52 en Klein-Motten donde vivía con su marido en la casa de sus parientes, la familia Sillip. Murió de "tuberculosis resultante de hidropesía pectoral (toráxica)" en 1847. Fue enterrada en la iglesia parroquial en Döllersheim.
Después del Anschluss de Austria en 1938, una búsqueda no logró encontrar su tumba, por lo que se le dio una "tumba honoraria" al lado de la pared de la iglesia. Esta tumba fue atendida por grupos locales de las Juventudes Hitlerianas mientras en Döllersheim y sus alrededores se hicieron probar lotes de tierra. En 1942, esta área se convirtió en parte de una zona de entrenamiento de artillería y los habitantes fueron mudados. Los entrenamientos militares continuaron durante la ocupación soviética luego de la guerra, y también bajo el control del Ejército Austriaco hasta alrededor de 1985, momento en el cual la mayoría de las ciudades y pueblos estaban en ruinas. La iglesia en Döllersheim se conserva y está en proceso de reconstrucción. El cementerio está siendo atendido, pero en la actualidad no hay una lápida para Maria Schicklgruber.

## Familiares
Algunos Schicklgrubers permanecen en Waldviertel. En 1940, la prima segunda de Hitler, Aloisia Veit, fue asesinada en el Centro de exterminio nazi de Hartheim, en una cámara de gas. Veit, de 49 años de edad, era esquizofrénica y fue víctima de la Acción T4, el programa nazi de exterminio de personas con discapacidad.